# Високогірні ліси
Високогірні ліси зустрічаються на схилах гір. Клімат у цих регіонах сильно впливає на екосистему, оскільки температура падає зі збільшенням висоти, спричиняючи розшаруванню екосистеми. Ця стратифікація є вирішальним фактором у формуванні рослинного співтовариства, біорізноманіття, метаболічних процесів і динаміки екосистем для гірських екосистем.

## Гірські ліси

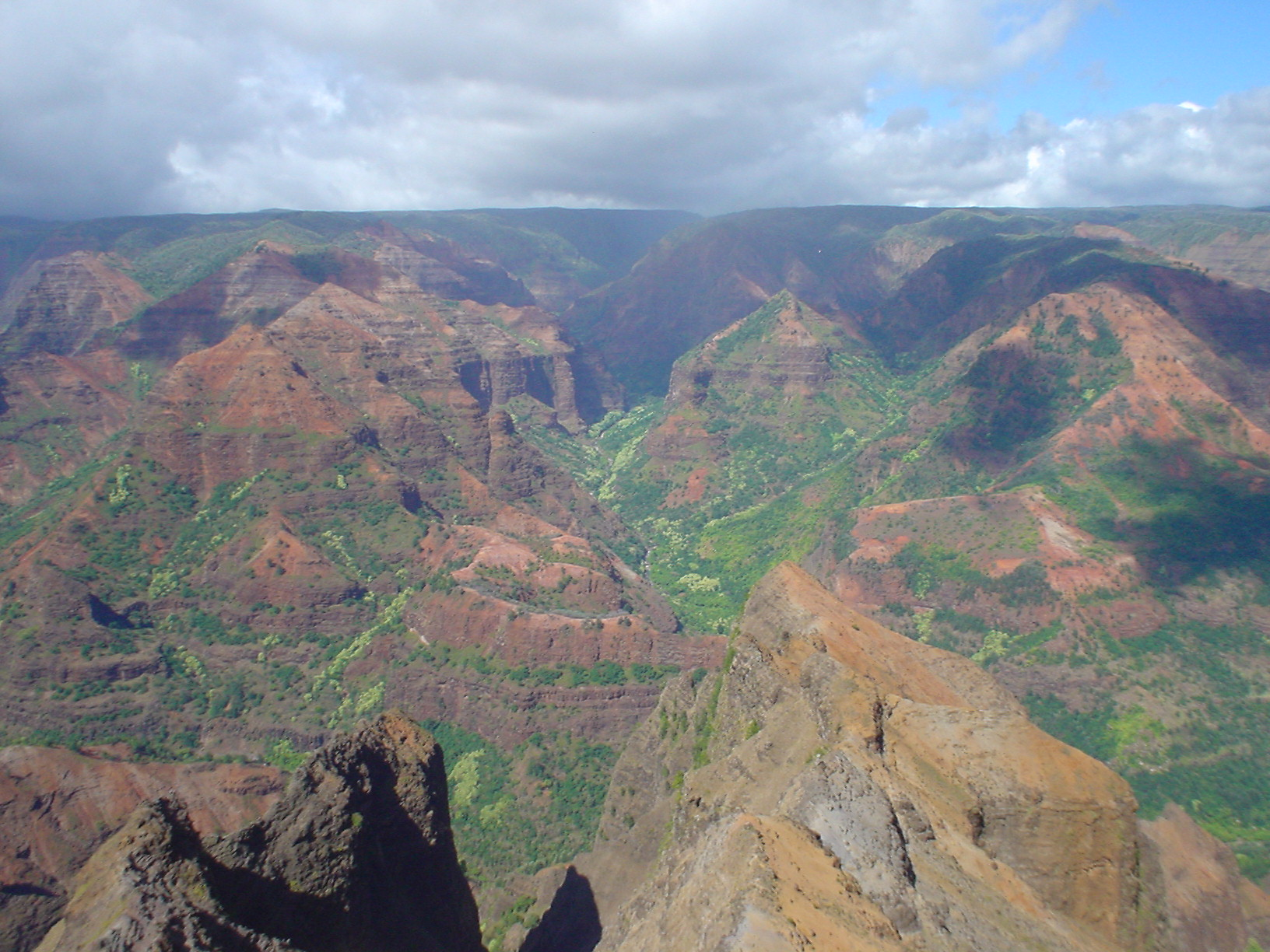
Каньйон Ваймеа, Гаваї, відомий своєю гірською рослинністю.

Між передгірським і субальпійським поясами розташовані гірські ліси. Висота, на якій одне середовище існування змінюється на інше, різне в усьому світі, особливо в залежності від її широти розташування. Верхня межа гірських лісів, лінія лісу, часто позначається зміною на більш міцні види, які зустрічаються в менш густих насадженнях. Наприклад, у Каліфорнії гірські ліси мають щільні насадження сосни і червоної ялиці, тоді як альпійська зона Сьєрра-Невади містить розріджені насадження сосни білої.
Нижня межа гірської зони може бути «нижньою межею лісу», яка відокремлює гірський ліс від посушливих степів чи пустель.
Гірські ліси відрізняються від рівнинних на тих самих територіях. Клімат гірських лісів холодніший, ніж клімат низин на тій же широті, тому в гірських лісах часто зустрічаються види, типові для рівнинних лісів рохташованих на високих широтах..Люди можуть порушувати гірські ліси через лісове господарство та сільське господарство. На ізольованих горах гірські ліси, оточені безлісними сухими регіонами, є типовими екосистемами «небесних островів».
Гірські ліси в помірному кліматі це зазвичай помірні хвойні ліси або помірні широколистяні та змішані ліси, які загальновідомі в Європі та на північному сході Північної Америки. Однак дерева часто відрізняються від тих, що ростуть далі на північ: геологія та клімат спричиняють появу різних споріднених видів у гірських лісах.

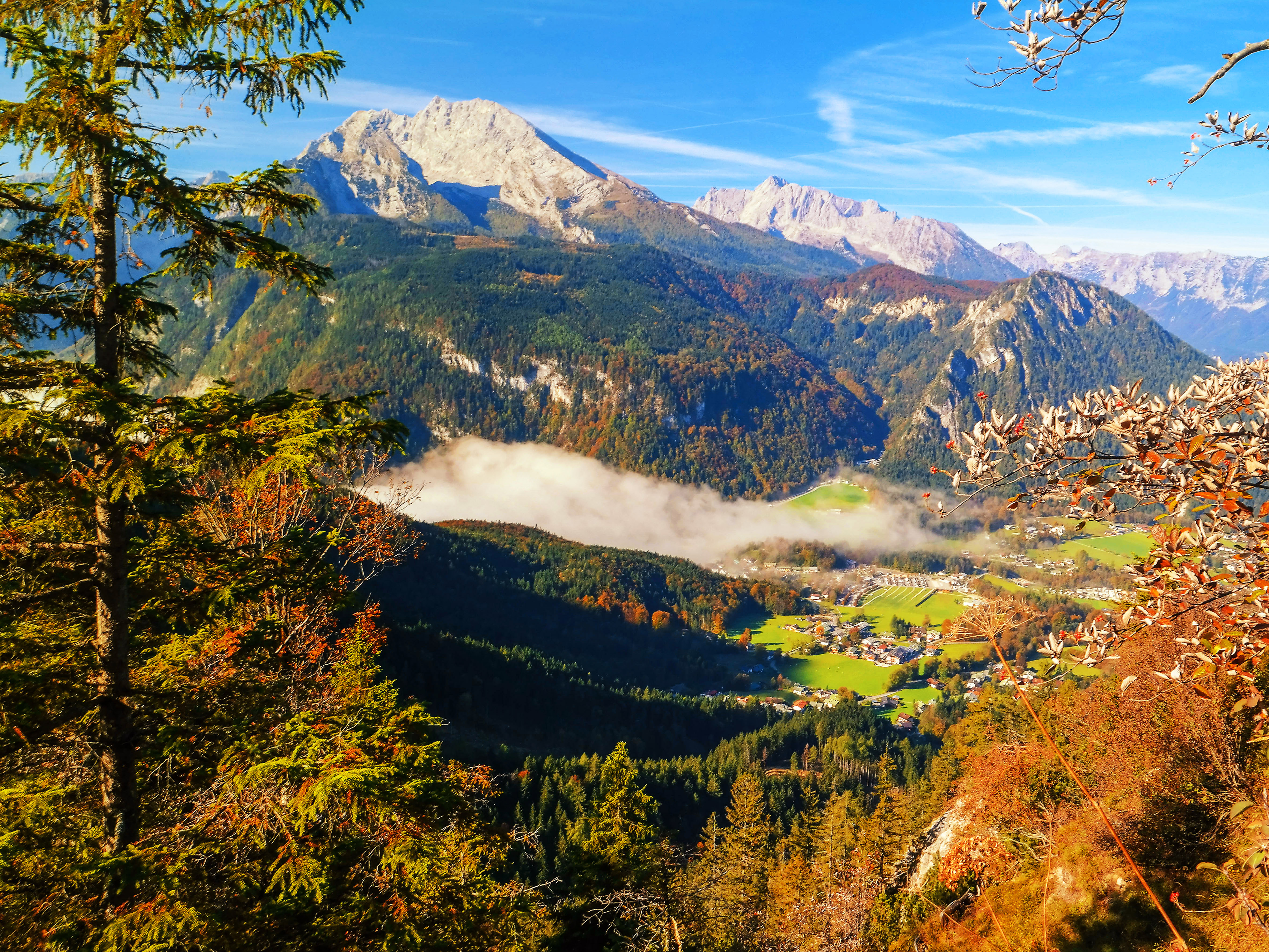
Помірний гірський ліс у Баварії, Німеччина

Гірські ліси за межами Європи, як правило, більш багаті разноманітними видами рослинності, оскільки основні гірські ланцюги Європи орієнтовані на схід-захід.
Гірські ліси в помірному кліматі зустрічаються в Європі у таких горах як Альпи, Карпати, Кавказькі гори тощо, у Північній Америці — Каскадний хребет, Кламат-Сіскію, Аппалачі тощо, а також у південно-західній частині Південної Америки, у Новій Зеландії та Гімалаях.
Передбачається, що зміна клімату неодмінно вплине на гірські ліси помірного поясу. Наприклад, на північному заході Тихого океану в Північній Америці зміна клімату може призвести до потенційного зменшення снігового покриву, підвищення рівня випаровування води, посилення і подовження літньої посухи, що негативно вплине на гірські водно-болотні угіддя.

### Середземноморський клімат

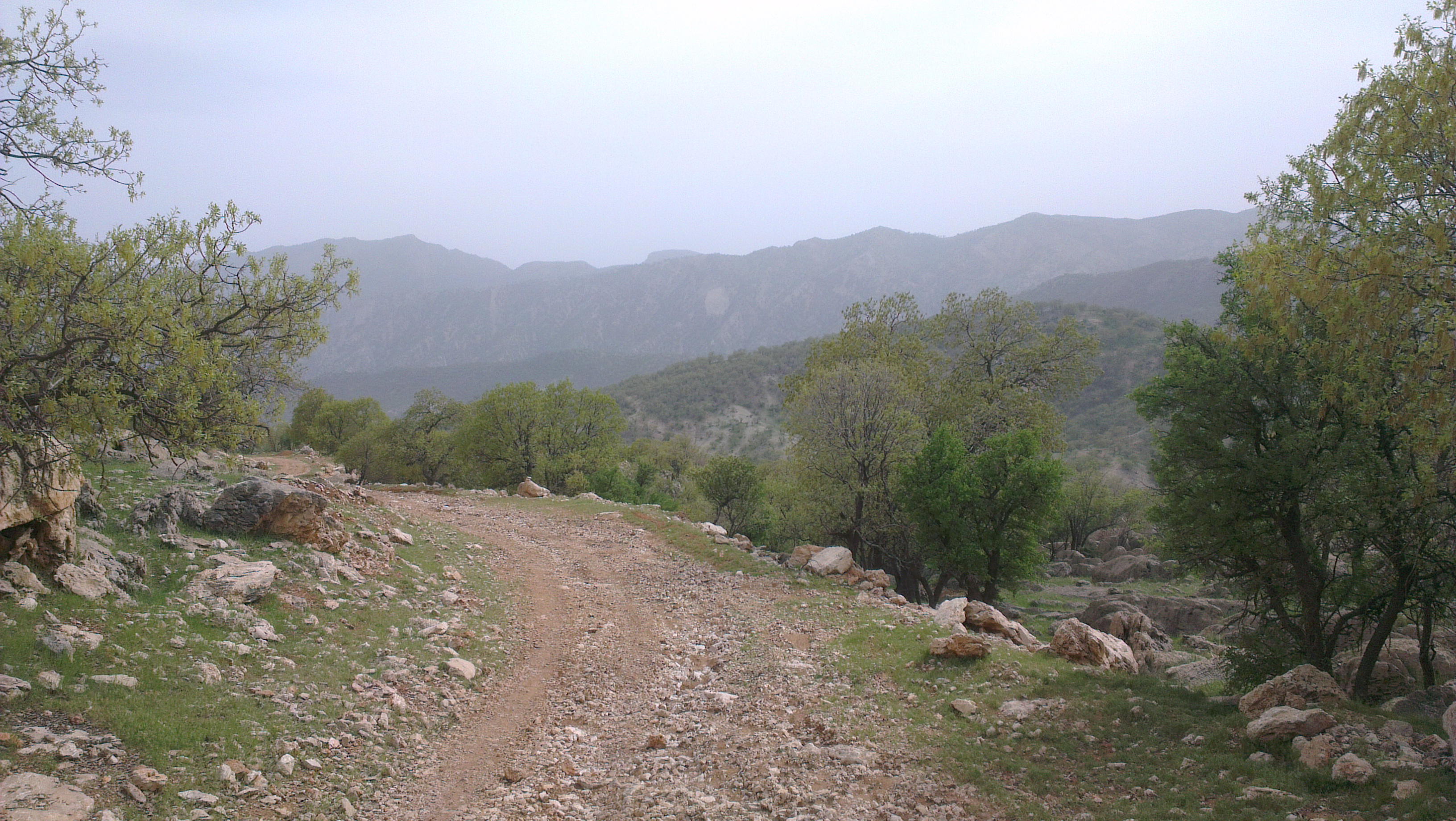
Зарості іранського дуба в горах Загрос

Гірські ліси в середземноморському кліматі теплі та сухі, за винятком зими, коли вони відносно вологі та м'які. Гірські ліси, розташовані в середземноморському кліматі, демонструють високі дерева поруч із високою біомасою. Ці ліси, як правило, є змішаними хвойними та широколистяними лісами, лише з кількома видами хвойних. Сосна та ялівець є типовими деревами для середземноморських гірських лісів. Широколистяні дерева демонструють більшу видову різноманітність а також у більшості випадків є вічнозеленими, яскравим прикладом такої рослини може бути вічнозелений дуб.
Ліс такого типу зустрічається в Середземноморському басейні, Північній Африці, Мексиці та на південному заході США, Ірані, у Пакистані та Афганістані.